# Pau el Sofista
Pau el Sofista (en llatí Paulus Sophista, en grec Παυ̂λος) va ser un sofista grec nadiu de Licòpolis a Egipte. Era fill de Besarió o Dídim.
Va viure durant el regnat de l'emperador Constantí I el Gran a la primera meitat del segle iv, i va escriure una obra, actualment perduda, que el Suides menciona amb el nom de  ̔Υπόμνημα Commentarius.